# Gary Gianni
Gary Gianni (né en 1954 à Chicago) est un auteur de bande dessinée américain. Diplômé de l'académie des Beaux-Arts de Chicago en 1976, il débute professionnellement comme illustrateur au Chicago Tribune. À partir de 1990, il travaille dans les comic book. Sa participation à Batman : D'ombre et de lumière lui vaut un prix Eisner. De 2004 à 2012 il illustre le sunday strip Prince Vaillant.

## Récompenses
- 1997 : Prix Eisner de la meilleure histoire courte pour « Heroes », dans Batman: Black & White n°4 (avec Archie Goodwin)